# Théoctistus
Théoctistus ou Théoctiste est un dignitaire byzantin d'origine égyptienne, principalement actif sous le bref règne de l'usurpateur Basiliscus (475-476).

## Biographie
Théoctistus est né à Alexandrie et il a pour frère Théopompus, un moine égyptien influent. Comme beaucoup d'Egyptiens, c'est un adepte du monophysisme, une doctrine du christianisme rejetée à l'occasion du concile de Chalcédoine (451). C'est d'ailleurs un proche du patriarche Timothée II d'Alexandrie, qu'il soutient quand celui-ci est déposé pour monophysisme. Théoctistus occupe la fonction de magister officiorum (maître des offices) sous Basiliscus, un poste important dans l'administration byzantine et il semble être le médecin personnel du souverain. Celui-ci, parvenu sur le trône à la suite d'un soulèvement contre Zénon, est principalement soutenu par les monophysites. Or, cette doctrine est largement rejetée à Constantinople. Théoctistus conseille d'ailleurs à Timothée de revenir à Alexandrie où il peut être rétabli sur le siège patriarcal, dans un mouvement général de promotion des monophysites par Basiliscus. Ainsi, Pierre le Foulon redevient aussi patriarche d'Antioche. Théoctistus est lui-même profondément impopulaire. L'auteur de La Vie de Daniel le Stylite rapporte ainsi que la foule appelle à son exécution auprès de Basiliscus, quand celui-ci essaie de regagner le soutien des Constantinopolitains,.